# Synagoge (Böhl)
Die Synagoge in Böhl, einem Ortsteil der Gemeinde Böhl-Iggelheim im Rhein-Pfalz-Kreis in Rheinland-Pfalz, wurde 1839/40 errichtet. Die Synagoge befand sich in der Schulstraße 43.

## Geschichte
Das Gemeindemitglied Josef Gerson stellte kostenlos ein Baugrundstück zur Verfügung. Die relativ kleine jüdische Gemeinde errichtete nach Plänen des Bezirksbauschaffners Foltz einen Bau, der sich an der Synagoge in Ingenheim orientierte. Am 27. Dezember 1840 wurde die Synagoge von Rabbiner Aron Merz aus Frankenthal eingeweiht.
Im Jahr 1906 brannte das Gebäude zum Teil ab und wurde danach wieder aufgebaut. Nach dem Ersten Weltkrieg fanden nur noch an den Festtagen Gottesdienste statt, da die Zahl der jüdischen Gemeindemitglieder stark zurückgegangen war.
Seit 1937 war die Wohnung im Synagogengebäude an eine nichtjüdische Familie mit fünf Kindern vermietet. Am Morgen des 10. November 1938 wurde die Mieterin vom Bürgermeister und Ortsgruppenleiter auf das Rathaus zitiert. Es wurde ihr eröffnet, dass sie mit ihrer Familie innerhalb von dreißig Minuten aus der Wohnung verschwinden müsse, da die Synagoge angezündet werden solle. Es fand sich in den nächsten Stunden jedoch keine Wohnung, weswegen der Bürgermeister um die Mittagszeit ihr mitteilte, dass „wegen Gefährdung arischen Besitzes“ die Synagoge nicht angezündet, sondern nur systematisch zerstört werden solle. Gemeindebedienstete, Mitglieder von NSDAP und SA sowie Einwohner des Ortes zerstörten mit Äxten die Inneneinrichtung einschließlich der Torarollen sowie Fenster und Türen. Auch die Dachziegel wurden abgedeckt. Ebenso wurde die Wohnung der Mieter verwüstet. Im Juni 1940 ging das Synagogengebäude kostenlos in den Besitz der Gemeinde Böhl-Iggelheim über, der Kaufpreis wurde gegen die Abbruchkosten verrechnet. Die Ruine wurde noch im selben Jahr abgebrochen. 

## Gedenken
Am 28. November 1971 wurde am Standort der Synagoge ein Gedenkstein aufgestellt mit der Inschrift: „Hier stand bis zu ihrer Zerstörung durch die Nationalsozialisten am 9.11.1938 die Synagoge der jüdischen Kultusgemeinde Böhl-Iggelheim.“